# Speculatores
Speculatores est un terme dérivant du verbe latin speculare (« observer »), par lequel on désigne en général tous ceux qui jouent le rôle d'éclaireurs ou d'espions, mais plus particulièrement un petit nombre d'hommes attachés à chaque légion romaine, dont le devoir est de se procurer des renseignements sur le nombre et les mouvements de l'ennemi, et de transmettre les ordres aux différents corps de l'armée.

## Origine
Sous la République romaine, les termes de speculatores et exploratores sont indifféremment utilisés pour désigner les courriers, éclaireurs, guides, guetteurs, espions, agents clandestins et unités de reconnaissance de l'armée romaine. Il s'agit d'hommes ou d'unités régulières affectés à ces missions. Tite-Live y fait de nombreuses fois références dans un de ses ouvrages.
À la fin de la République ou au début de l'Empire romain, le terme exploratores désigne les unités utilisées pour la reconnaissance en profondeur, à la recherche de l'ennemi, tandis que celui de speculatores désigne les hommes utilisés pour guetter, observer le camp de l'ennemi voire s'y introduire clandestinement. Jules César parle d'eux dans ses Commentaires sur la Guerre des Gaules et ses autres écrits. Les exécuteurs qui tuent les hommes proscrits par les triumvirs sont des speculatores. Marc Antoine regroupe ses speculatores en une cohorte spéciale.
Hommes de confiance, ils sont également utilisés comme messagers pour diffuser les renseignements obtenus.
Les speculatores agissent par petit nombre, quelquefois par deux voire seuls.

## Organisation
Chaque légat de légion, sous l'Empire romain, devait avoir dix speculatores dans son état-major (mais ils restent toujours inscrits dans la liste de leur centurie d'origine). On en trouve également dans les états-majors des tribuns commandant des unités auxiliaires. De même qu'il en existe à Rome dans la garde prétorienne (voir ci-dessous, speculatores Augusti). Les légats gouverneurs de province disposent de détachements de speculatores. Il existe aussi des unités indépendantes dites d’explorationes.
Les speculatores sont armés d'une épée et d'une lance.

## Speculatores Augusti[3]
Sous l'Empire romain, on donne ce nom à un corps d'hommes d'élite uniquement attachés à l'empereur, qui lui servent de gardes et marchent devant lui. Ils sont issus des cohortes prétoriennes.
Les speculatores augusti sont formés à la fois par des cavaliers et par de l'infanterie .
Au nombre de plus ou moins 300 (30 par cohorte prétorienne), ils constituent une unité aux ordres du premier des centurions prétoriens, le trecenarius.
L'empereur utilise aussi ces hommes de confiance choisis pour leur physique impressionnant, pour des activités clandestines telles que l'arrestation, l'emprisonnement de suspects et l'exécution de condamnés. L'une de leurs missions auprès de l'empereur consiste à accompagner celui-ci lors de ses déplacements extérieurs (mission qui sera reprise plus tard par les equites singulares augusti). Claude a l'habitude de s'entourer de speculatores lorsqu'il assiste à des dîners.
Les gardes du corps de Galba, d'Othon et des Flaviens semblent avoir été des speculatores (en remplacement des gardes germains supprimés par Galba). Mais c'est aussi un speculator qui assassine Galba.
À la suite de l'assassinat de l'empereur Domitien, son successeur Nerva, pour contrer d'éventuelles vengeances ou mutineries, se met sous la protection de Trajan, commandant de la plus importante armée de l'époque, celle de Germanie, en le désignant comme son héritier. C'est sans doute à la suite de cela que Trajan, pour renforcer sa sécurité par rapport aux speculatores restés fidèles à Domitien, remplace ceux-ci comme gardes du corps par les equites singulares augusti (constitués sur le modèle des singulares des gouverneurs provinciaux, poste alors occupé par Trajan). Les quelque 300 speculatores sont réaffectés par Trajan au sein des cohortes prétoriennes.
Ils sont apparemment distingués par une forme particulière de botte de forme inconnue, la speculatoria Caliga (selon Suétone) et ils ont reçu des diplômes honorifiques spéciaux en bronze à leur démobilisation. Ils ont leur propre instructeur d'équitation (exercitator).

## Utilisation[3]

### Iersiècleapr. J.-C.
Avec le développement du Cursus publicus par l'empereur Auguste et Agrippa, les speculatores (surtout ceux de la garde prétorienne) seront de plus en plus utilisés comme messager.
L'empereur utilise de plus en plus les speculatores Augusti comme service de sécurité et les charge des basses besognes (arrestation, emprisonnement, élimination des opposants).
Les légats gouverneur de province les utilisent aussi pour leur sécurité lors de leurs déplacements dans leur juridiction. De même, les militaires fournissant nombre de personnels administratifs, les speculatores sont utilisés comme officiers de justice pour les arrestations et surveiller les prisons civiles des provinces. Ils font également partie des soldats (avec les beneficiarii et les frumentarii) qu'on utilise pour occuper les postes disséminés le long des routes en Italie et dans les provinces. Enfin, ils font office de police pour protéger la collecte des impôts et le recouvrements des dettes.
Ils sont éclaireurs, ils deviennent courriers, officiers de justice et bourreaux.
Les speculatores Augusti, qui assurent déjà des escortes de l'empereur lors de ses déplacements, semblent avoir été les gardes du corps de Galba, Othon (qui durent leur proclamation comme empereur à la garde prétorienne) et des Flaviens à la place de la garde germanique (supprimée par Galba).
La multiplication de ces nouvelles tâches est à l'origine de l'abandon par les speculatores des missions de reconnaissance tactique (renseigner le commandement sur les mouvements de l'ennemi) qui sont reprises par les proculcatores.

### Fin duIeretIIesiècleapr. J.-C.
À la fin du Ier siècle, les speculatores se voient retirer certaines de leurs nouvelles fonctions.
Commode leur enlève d'abord les missions de messagers du Cursus publicus au profit des frumentarii (de même que la collecte des impôts) dont le corps est centralisé à Rome sous l'autorité de l'empereur. Les légats gouverneurs de province se voient ainsi privés de leurs speculatores qu'ils remplacent, pour les missions d'escorte, par les singulares.
Après l'assassinat de Domitien, afin de se prémunir contre un pronunciamento de la garde prétorienne, le nouvel empereur Nerva se met sous la protection de la plus importante armée en désignant son commandant, Trajan, comme son héritier. Celui-ci, pour la même raison, enlève aux speculatores augusti la mission de garde du corps de l'empereur au profit d'un nouveau corps inspiré des singulares des légats de province : les equites singulares augusti. Les speculatores augusti sont distribués entre les différentes cohortes prétoriennes. Les légats de légion cessent aussi de les utiliser comme gardes au début du IIe siècle et les remplacent par des singulares.
À partir de ce moment et au IIe siècle, les speculatores ne sont plus utilisés que pour leurs anciennes fonctions de guetteurs, éclaireurs et agents clandestins.
Au cours du IIe siècle, ils constituent des unités dite d’explorationes, affectés au côté d'un nouveau type d'unité d’exploratores pour en renforcer la sécurité. Ces dernières devant opérer loin en avant du limes.
Des unités de speculatores sont créées le long de la frontière en Afrique romaine. Deux de ces unités se trouvent près d'El Kantara en Algérie : le burgus speculatorum Antoninianorum et le burgus Commodianus speculatorius. Ils s'occupent des tours de guet.

### Au Bas-Empire
Les speculatores existent toujours et exécutent les mêmes tâches depuis le IIe siècle : rechercher l'ennemi à quelques jours de l'unité (en déplacement ou en cantonnement) à laquelle ils sont affectés.
Ils transmettent des informations sans utiliser les réseaux signalétiques habituels de la légion.